# Rhombophryne alluaudi
Plethodontohyla alluaudi là một loài ếch trong họ Nhái bầu. Chúng là loài đặc hữu của Madagascar. Các môi trường sống tự nhiên của chúng là các khu rừng ẩm ướt đất thấp nhiệt đới hoặc cận nhiệt đới và các khu rừng vùng núi ẩm nhiệt đới hoặc cận nhiệt đới. Loài này đang bị đe dọa do mất môi trường sống.

## Hình ảnh

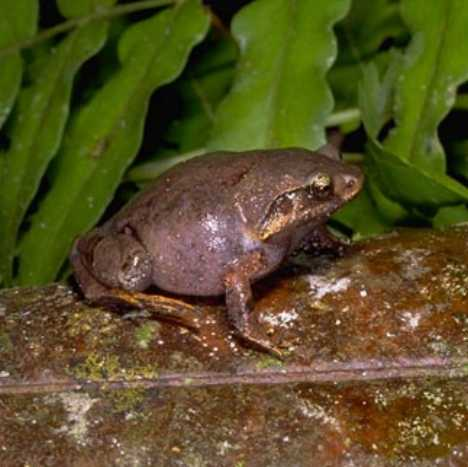
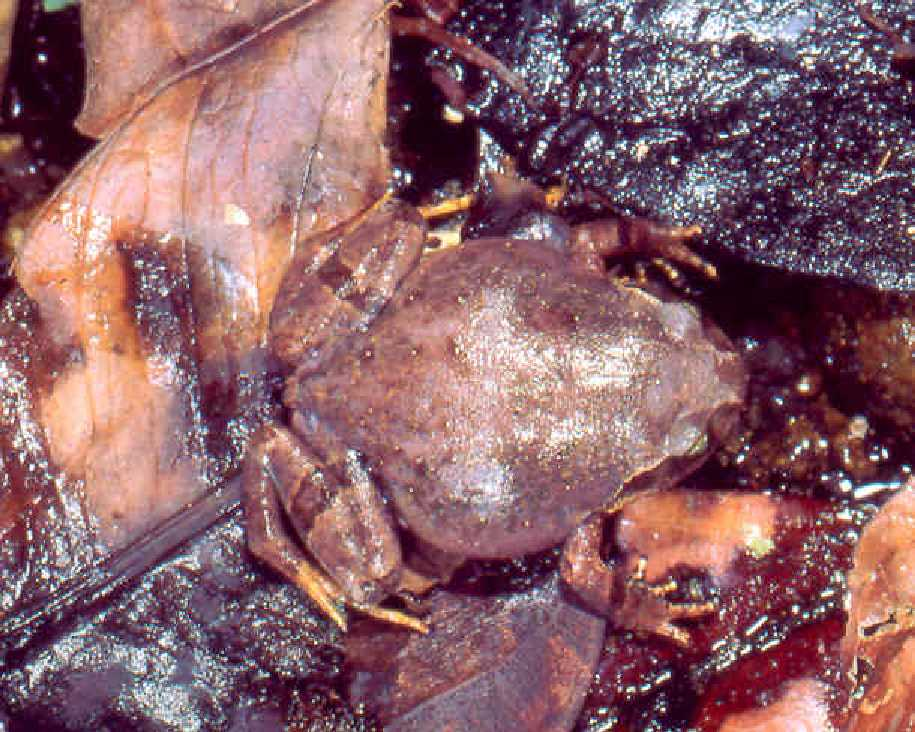
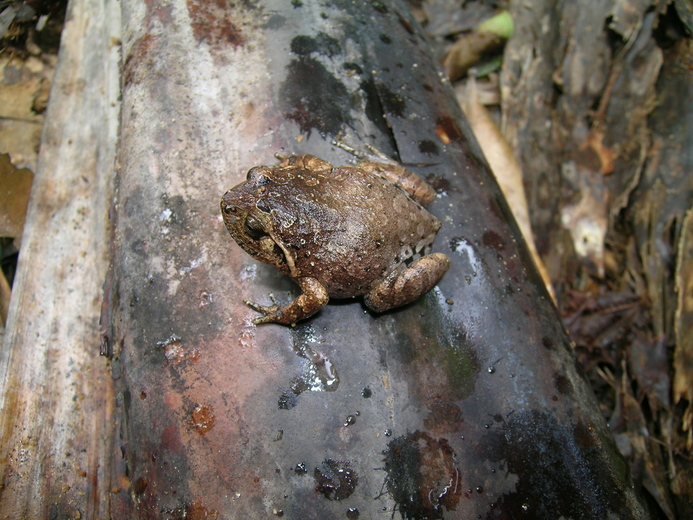